# Fiume Marta (alto corso)
Fiume Marta (alto corso) este o arie protejată (arie specială de conservare — SAC, sit de importanță comunitară — SCI) din Italia întinsă pe o suprafață de 704 ha, integral pe uscat.

## Localizare
Centrul sitului Fiume Marta (alto corso) este situat la coordonatele 42°26′47″N 11°54′22″E / 42.446389°N 11.906111°E.

## Înființare
Situl Fiume Marta (alto corso) a fost declarat sit de importanță comunitară în iunie 1995 pentru a proteja 6 specii de animale. Situl a fost protejat și ca arie specială de conservare în decembrie 2016.

## Biodiversitate
Situată în ecoregiunea mediteraneană, aria protejată conține 1 habitat natural: Râuri mediteraneene cu debit permanent cu specii de Paspalo-Agrostidion și galerii riverane de Salix și de Populus alba.
La baza desemnării sitului se află mai multe specii protejate:
- păsări (1): pescăruș albastru (Alcedo atthis)
- pești (5): Barbus tyberinus, Cobitis bilineata, Padogobius nigricans, Rutilus rubilio, Telestes muticellus

Pe lângă speciile protejate, pe teritoriul sitului au mai fost identificate 1 specie de pești.